# Bange (Bukit Malintang)
Bange is een bestuurslaag in het regentschap Mandailing Natal van de provincie Noord-Sumatra, Indonesië. Bange telt 598 inwoners (volkstelling 2010).